# Queanbeyan
Queanbeyan é um dos maiores centros regionais estabelecidos localizado em Southern Tablelands no sudeste de Nova Gales do Sul, Austrália. A economia mista da cidade é baseada em construções de pequeno porte, alta tecnologia, manufaturas, serviços, varejo e agricultura.[carece de fontes?] Em 2006, apresentava uma população de  34 084 habitantes. Localizada a 15 km de Canberra, seu nome significa "águas claras" na língua aborígene.[carece de fontes?] Nesta cidade nasceu o piloto de Fórmula 1, Mark Webber.